# Libythea lepita
Libythea lepita is een vlinder uit de familie Nymphalidae, de vossen, parelmoervlinders en weerschijnvlinders. De soort komt voor in India, Pakistan en aangrenzend daaraan tot China, Japan en Korea. De soort overwintert als imago.
De soort lijkt sterk op de snuitvlinder en werd lange tijd als ondersoort van die soort beschouwd. Een recente publicatie heeft echter zijn status als soort bevestigd.
Voorheen werd de soort gezien als ondersoort van Libythea celtis, maar in een recente publicatie is de status als soort bevestigd.